# Lycée scientifique de Yamoussoukro
Le lycée scientifique de Yamoussoukro, construit en 1975, est un établissement public secondaire ivoirien, situé dans la ville de Yamoussoukro, la capitale administrative de la Côte d'Ivoire,. Il s'agit du premier lycée d'excellence de la Côte d'Ivoire  et le pionnier des établissements d'enseignement en Côte d’Ivoire. De nombreux cadres éminents, tels que Gnenelara Yéo devenu administrateur à la Banque Africaine de Développement, attribuent leur réussite à cet établissement .
Un nombre important des lauréats de ce lycée intègre la meilleure école supérieure du pays, L'Institut national polytechnique Félix Houphouët-Boigny (Inphb).

## Histoire
Inauguré en 1978, le lycée scientifique est né de la volonté du premier président de la république de Côte d'Ivoire, Félix Houphouët Boigny, de créer un établissement d'élite à caractère national et à vocation scientifique, c'est-à-dire uniquement porté vers les séries scientifiques,,.
C'est à juste titre qu'il disait dans le message qu'il adressait aux élèves de la première promotion sortante dont il était l'illustre parrain, le 29 avril 1978 : « Jeunes élèves de ce Lycée de Yamoussoukro que nous avons construit pour vous avec amour, vous êtes issus de toutes les régions de notre chère Côte d'Ivoire sans aucun autre critère de choix que ceux résultant de vos capacités et des espérances que nous mettons en vous ».

## Présentation
Il existe deux voies d'accès au lycée scientifique : entrer en classe de 4e ou en classe de seconde. Pour les élèves de seconde, les critères d'admission sont strictes. Par exemple, aucun redoublement au cours du premier cycle, être de nationalité ivoirienne, avoir une moyenne d'orientation égale ou supérieure à 16 sur 20, avoir une moyenne générale annuelle égale ou supérieure à 16 sur 20 et l'âge maximum est de 18 ans.
Quant aux élèves de 4e, leur admission se fait sur étude de dossier, basée exclusivement sur l'excellence académique. De plus, les élèves dont les résultats sont jugés insuffisants n'ont pas la possibilité de redoubler au lycée scientifique. Ils sont alors orientés vers d'autres établissements dans le pays. Cette règle s'applique également à ceux qui ne sont pas en mesure de poursuivre leurs études en classe C ou D.
Les élèves du lycée scientifique reçoivent une formation dynamique et diversifié les permettant d'intégrer les meilleures écoles supérieures du pays et de l'étranger. Les meilleurs lauréats obtiennent une bourse du gouvernement de Côte d'Ivoire pour étudier les classes préparatoires en France, au Maroc et en Tunisie. Les lauréats qui poursuivent leurs études au pays, intègrent les meilleures écoles supérieures à savoir l'INPHB, l'ENSEA et les différentes universités du pays.

## Le Lycée scientifique aujourd'hui
Depuis la mort du père fondateur, Félix Houphouët Boigny, le lycée scientifique rencontre des difficultés majeures en termes d'infrastructures, de salubrité et de sécurité. Certains bâtiments sont très délabrés : vestiaires, piscine, gymnase, dortoirs etc. Les espaces verts sont envahis par des broussailles. 
Malgré ces problèmes, le lycée fonctionne toujours et continue d'afficher d'excellents résultats aux examens nationaux. En effet, le lycée affiche toujours un taux de réussite égal à 100% aux différents examens du BEPC et du BAC lors de l'année académique 2021-2022 .Le taux de réussite atteint en moyenne les 96% au baccalauréat.

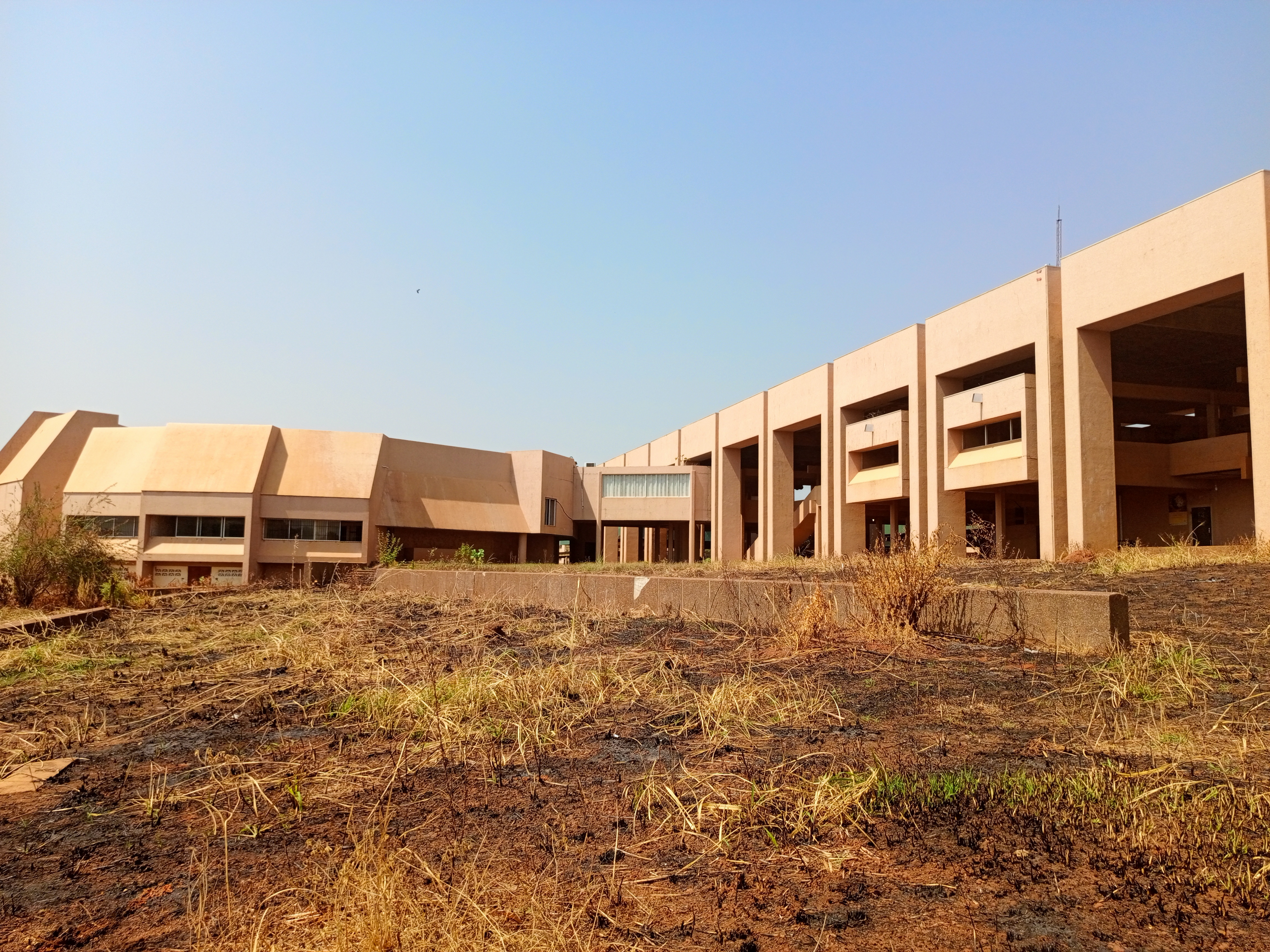
Bâtiment du lycée scientifique en janvier
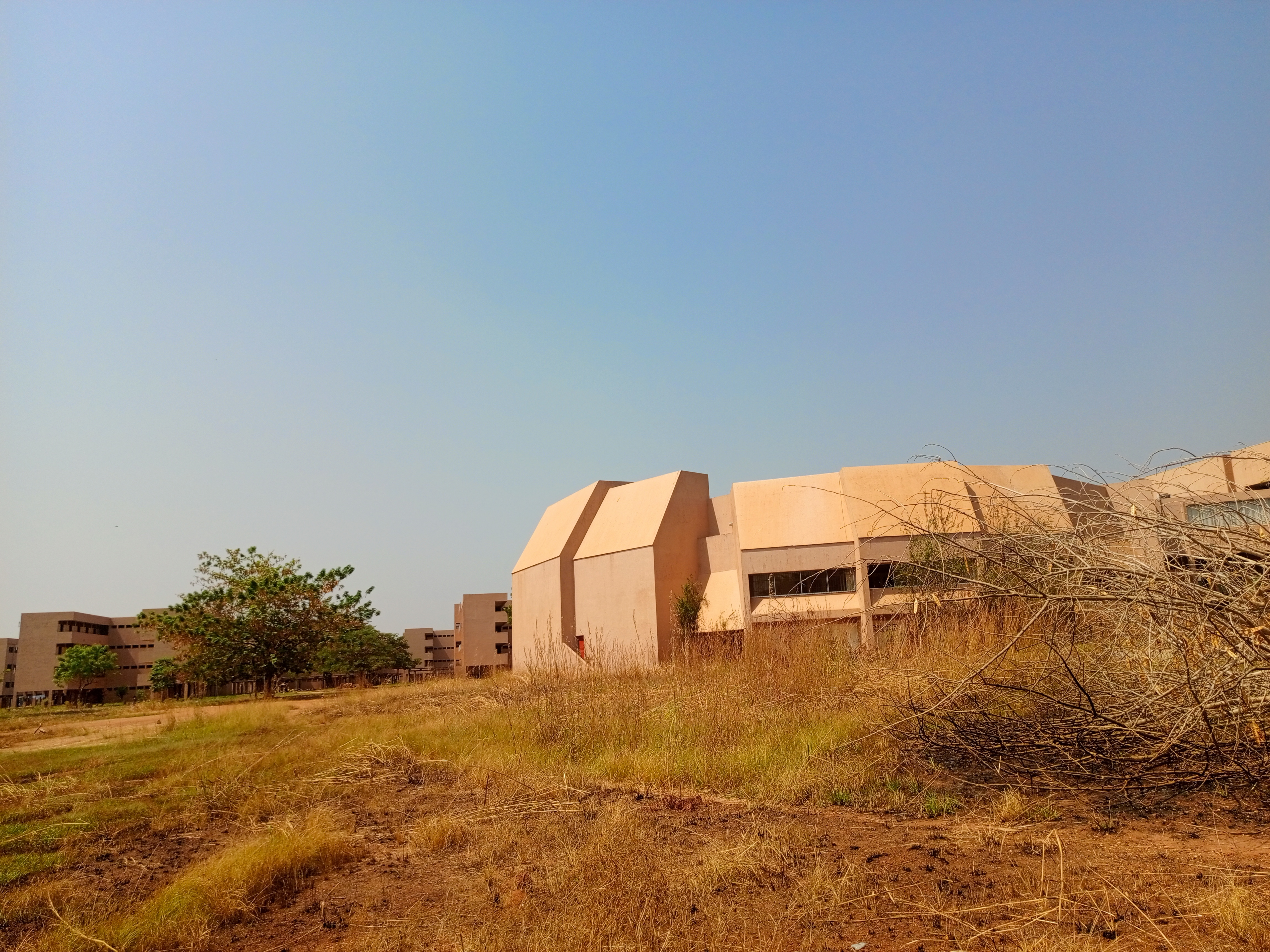
Intérieur du lycée scientifique de Yamoussoukro en janvier 2024
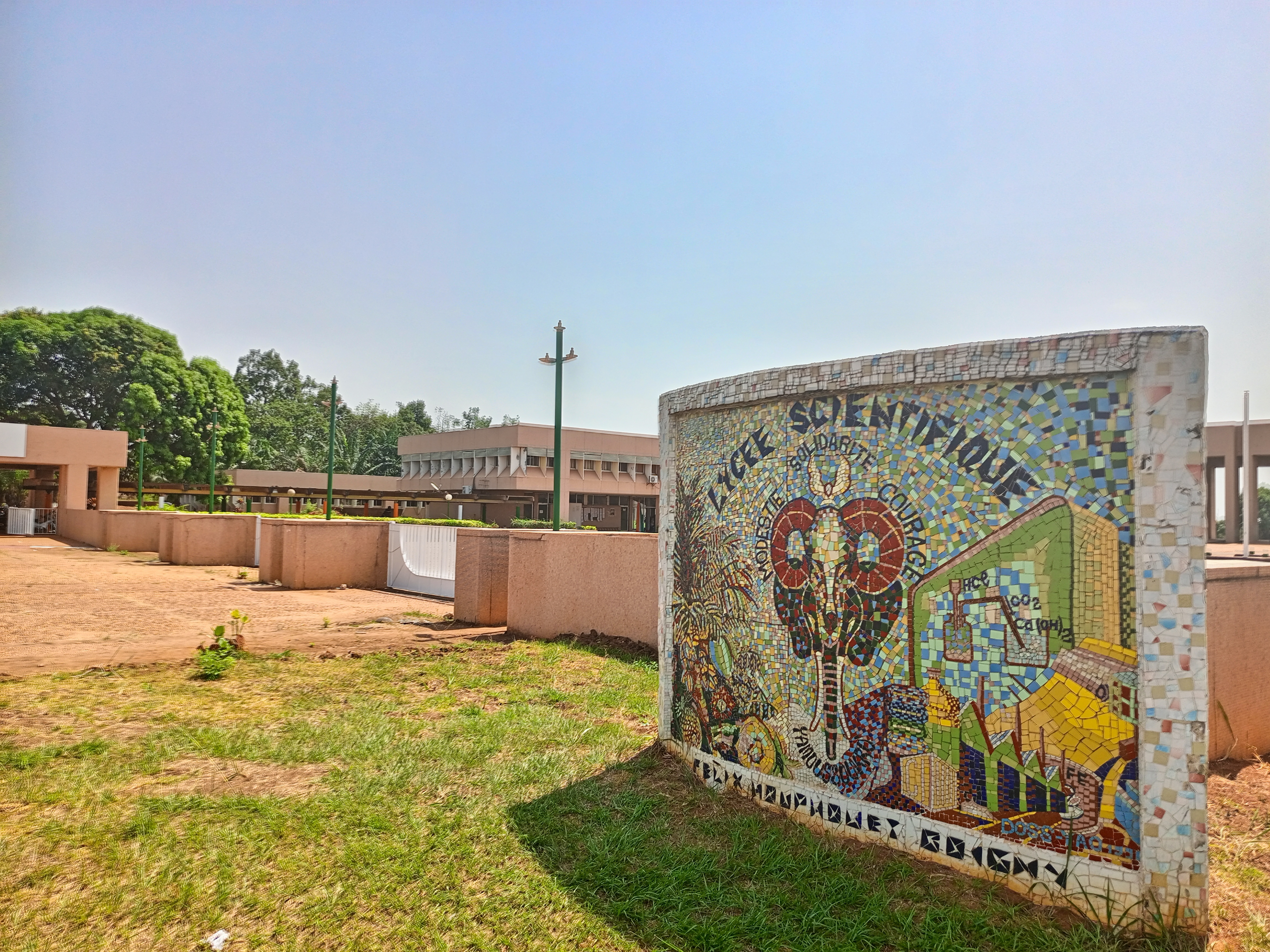
Entrée du lycée scientifique en janvier 2024